# Sandtimotej
Sandtimotej (Phleum arenarium) är en växtart i familjen gräs. Växten är ettårig. Växten har styva strån som blir mellan 5 och 15 cm höga.